# Джейсон Сміт (американський баскетболіст)
Джейсон Віктор Сміт (англ. Jason Victor Smith, нар. 2 березня 1986, Грілі, Колорадо, США) — американський професіональний баскетболіст, центровий і важкий форвард команди НБА «Нью-Орлінс Пеліканс».

## Ігрова кар'єра
На університетському рівні грав за команду Колорадо-Стейт (2004–2007). 
2007 року був обраний у першому раунді драфту НБА під загальним 20-м номером командою «Маямі Гіт», проте професіональну кар'єру розпочав виступами за «Філадельфія Севенті-Сіксерс», куди був обміняний відразу після драфту. Захищав кольори команди з Філадельфії протягом наступних 3 сезонів.
З 2010 по 2014 рік грав у складі «Нью-Орлінс Пеліканс», куди разом з Віллі Гріном був обміняний на Дарюса Сонгайлу та Крейга Брекінса. 1 лютого 2011 року провів найрезультативніший матч у кар'єрі, набравши 20 очок у грі проти «Вашингтон Візардс». 7 лютого 2012 року в матчі проти «Міннесоти» оновив цей показник, набравши 26 очок.
2014 року перейшов до «Нью-Йорк Нікс», у складі якої провів наступний сезон своєї кар'єри.
Наступною командою в кар'єрі гравця була «Орландо Меджик», за яку він відіграв один сезон.
З 2016 по 2018 рік грав у складі «Вашингтон Візардс».
2018 року перейшов до «Мілвокі Бакс», у складі якої провів половину сезону.
7 лютого 2019 року став гравцем «Нью-Орлінс Пеліканс», а 20 березня був відрахований зі складу команди.

## Статистика виступів

### Регулярний сезон
| Сезон             | Команда                       | GP  | GS  | MPG  | FG%  | 3P%  | FT%   | RPG | APG | SPG | BPG | PPG |
| ----------------- | ----------------------------- | --- | --- | ---- | ---- | ---- | ----- | --- | --- | --- | --- | --- |
| 2007–08           | «Філадельфія Севенті-Сіксерс» | 76  | 1   | 14.6 | .455 | .286 | .659  | 3.0 | .3  | .3  | .7  | 4.5 |
| 2009–10           | «Філадельфія Севенті-Сіксерс» | 56  | 2   | 11.8 | .431 | .345 | .690  | 2.4 | .6  | .4  | .5  | 3.4 |
| 2010–11           | «Нью-Орлінс Горнетс»          | 77  | 6   | 14.3 | .443 | .000 | .843  | 3.1 | .5  | .3  | .4  | 4.3 |
| 2011–12           | «Нью-Орлінс Горнетс»          | 40  | 29  | 23.7 | .520 | .111 | .702  | 4.9 | .9  | .5  | 1.0 | 9.9 |
| 2012–13           | «Нью-Орлінс Горнетс»          | 51  | 0   | 17.2 | .490 | .000 | .843  | 3.6 | .7  | .3  | .9  | 8.2 |
| 2013–14           | «Нью-Орлінс Пеліканс»         | 31  | 27  | 26.8 | .465 | –    | .780  | 5.8 | .9  | .4  | .9  | 9.7 |
| 2014–15           | «Нью-Йорк Нікс»               | 82  | 31  | 21.8 | .434 | .357 | .830  | 4.0 | 1.7 | .4  | .5  | 8.0 |
| 2015–16           | «Орландо Меджик»              | 76  | 2   | 15.5 | .485 | .250 | .806  | 2.9 | .8  | .4  | .9  | 7.2 |
| 2016–17           | «Вашингтон Візардс»           | 74  | 3   | 14.4 | .529 | .474 | .686  | 3.5 | .5  | .3  | .7  | 5.7 |
| 2017–18           | «Вашингтон Візардс»           | 33  | 2   | 8.6  | .391 | .125 | .905  | 1.6 | .4  | .1  | .4  | 3.4 |
| 2018–19           | «Вашингтон Візардс»           | 12  | 1   | 10.8 | .405 | .400 | .833  | 3.1 | 1.0 | .1  | .4  | 3.7 |
| 2018–19           | «Мілвокі Бакс»                | 6   | 0   | 6.7  | .308 | .333 | 1.000 | 1.8 | .2  | .3  | .3  | 2.2 |
| Усього за кар'єру | Усього за кар'єру             | 614 | 104 | 16.3 | .469 | .335 | .783  | 3.4 | .7  | .3  | .7  | 6.1 |

### Плей-оф
| Сезон             | Команда                       | GP | GS | MPG  | FG%  | 3P%  | FT%   | RPG | APG | SPG | BPG | PPG |
| ----------------- | ----------------------------- | -- | -- | ---- | ---- | ---- | ----- | --- | --- | --- | --- | --- |
| 2008              | «Філадельфія Севенті-Сіксерс» | 6  | 0  | 13.7 | .444 | .000 | 1.000 | 2.5 | .5  | .2  | .8  | 3.3 |
| 2011              | «Нью-Орлінс Горнетс»          | 6  | 0  | 9.7  | .467 | –    | –     | 1.2 | .2  | .3  | .0  | 2.3 |
| 2017              | «Вашингтон Візардс»           | 13 | 0  | 12.1 | .487 | .300 | .714  | 2.2 | .3  | .2  | .5  | 3.9 |
| 2018              | «Вашингтон Візардс»           | 1  | 0  | 2.0  | –    | –    | –     | .0  | .0  | .0  | .0  | .0  |
| Усього за кар'єру | Усього за кар'єру             | 26 | 0  | 11.5 | .472 | .273 | .778  | 2.0 | .3  | .2  | .5  | 3.3 |